# Hasanagha Salayev
 (juillet 2021).
Pour les articles homonymes, voir Salayev.
Hasanagha Salayev (en azéri : Həsənağa Dərya oğlu Salayev), né le 5 décembre 1921 à Bakou et mort le 22 octobre 1981 à Bakou, est un acteur azéri, Artiste du Peuple d’Azerbaïdjan.

## Biographie
Hasanagha Salayev fait ses études secondaires dans les années 1928-1937. En 1937-1940 il poursuit sa formation à l’École théâtrale du nom de Mirza Fatali Axundzade. En 1938 il est admis dans la troupe de réserve du théâtre. L’acteur est combattant de la Seconde Guerre mondiale. À son retour de la guerre en 1946, il est admis dans la troupe principale du théâtre.
Le 10 juin 1959 Hasanagha Salayev reçoit le titre d’Artiste Emérite et le 3 avril 1974 le titre d’Artiste du Peuple.

## Rôles
Hasanagha Salayev crée sur la scène toute une galerie d'images d'un caractère fort:
- Zaman  du drame de Djafar Djabbarli
- Farhad de Chikhali Gourbanov
- Vali de Suleyman Rustam
- Rachad de Bakhtiyar Vahabzade
- Antoni de William Shakespeare et beaucoup d’autres.

Il joue également dans de nombreux films du studio Azerbaїdjanfilm.

## Filmographie
Suleyman, Musa, Azim Azimzade, Gudrat, Eyvaz dans les longs métrages 
- Fatali
- Rencontre
- O olmasin, bu olsun
- Peut-on lui pardonner ?
- Koroglu
- L'enquête continue - Major Rustamov
- Aygun - Amirkhan[3]